# 3644 Kojitaku
3644 Kojitaku è un asteroide della fascia principale. Scoperto nel 1931, presenta un'orbita caratterizzata da un semiasse maggiore pari a 2,2481218 UA e da un'eccentricità di 0,0938854, inclinata di 3,53639° rispetto all'eclittica. L'asteroide è dedicato all'astrofilo giapponese Takuo Kojima.